# Danu Montes
Danu Montes es una cadena montañosa en el planeta Venus a 58,5°N y 334°E, a lo largo de la costa sur de Lakshmi Planum, la meseta occidental de Ishtar Terra.
Con poco más de 800  km de largo, culmina a unos 5.000 m sobre el radio medio de Venus.